# Säterjäntans söndag
Säterjäntans söndag (Sæterjentens søndag) är en sång av Ole Bull med text av Jørgen Moe. Stycket skildrar en ung säterjänta, fäbodstinta, som skall stanna på fjället hela sommaren. Stycket ingår som adagioavsnitt i violinrapsodin Et sæterbesøg.